# Legalità della cannabis
     Legale
     Illegale ma depenalizzata
     Illegale ma spesso non perseguita
     Illegale
     Status sconosciuto
     Legale per uso ricreativo
     Legale per uso terapeutico
     Illegale

Status legale della cannabis per uso ricreativo nel mondo.
Legale
Illegale ma depenalizzata
Illegale ma spesso non perseguita
Illegale
Status sconosciuto

Status legale della cannabis per uso terapeutico nel mondo.
Legale per uso ricreativo
Legale per uso terapeutico
Illegale

La legalità della cannabis varia da paese a paese, dipendente dal suo possesso, distribuzione, coltivazioni, e (riguardante usi terapeutici) la modalità e il motivo di consumo. Per la prima volta la pianta fu vietata in Messico nel 1920 dopo una intensa campagna della stampa che la riteneva responsabile di disturbi della salute mentale e atti violenti, a cui seguì il divieto negli Stati Uniti (a partire dal 1937, con l'emanazione del Marihuana Tax Act, a firma del presidente Franklin Delano Roosevelt). Successivamente, la proibizione della pianta si estese a molti altri paesi soprattutto in Occidente. Nel 1996 la California è stato il primo Stato al mondo a legalizzare la cannabis a scopo terapeutico dopo il periodo proibizionista anzidetto.
Tra i paesi ad aver legalizzato l'uso terapeutico della cannabis vi sono Albania, Australia, Brasile, Canada, Cile, Colombia, Grecia, Israele, Italia, Nuova Zelanda, Paesi Bassi, Perù, Polonia, Svizzera e Regno Unito. Negli Stati Uniti l'uso terapeutico della pianta è stato legalizzato in 37 stati federati, 4 territori e nel Distretto di Columbia.
I paesi ad aver legalizzato l'uso ricreativo della cannabis sono Canada, Georgia, Germania, Malta, Messico, Sudafrica, Thailandia e Uruguay. Negli Stati Uniti l'uso ricreativo della pianta è stato legalizzato in 19 stati federati, 2 territori e nel Distretto di Columbia; in Australia soltanto nel Territorio della Capitale Australiana.

## Status legale dell'uso della marijuana per paesi

### A
- Afghanistan: illegale. Coltivata da secoli nel paese, Mohammed Zahir Shah la rese illegale insieme all'oppio.
- Albania: Legale per uso terapeutico.
- Algeria: illegale.
- Andorra: illegale.
- Angola: illegale, conosciuta nel luogo con il nome di diamba o liamba, ne sono presenti coltivazioni in tutte le province del paese.
- Antigua e Barbuda: illegale. Il paese non ne è un produttore, ed importa la pianta dalla Giamaica e Saint Vincent e Grenadine.
- Arabia Saudita: illegale. L'uso e il possesso sono condannati con una pena minima di 6 mesi in carcere. Il traffico di cannabis può portare alla pena di morte.
- Argentina: legale esclusivamente il possesso fino a 5 grammi di infiorescenze essiccate per uso privato.[2] Legale l'uso per scopi terapeutici.
- Armenia: illegale, nonostante ci siano delle piccole coltivazioni nel paese, dirette per uso locale.
- Australia: illegale in Tasmania e Nuovo Galles del Sud, depenalizzata negli stati rimanenti. Legale per uso terapeutico.
- Austria: legale per usi terapeutici, ma illegale per usi ricreativi. Nel 2016 il possesso di piccole quantità di Cannabis è stato depenalizzato. La vendita di semi e piante di cannabis è legale.
- Azerbaigian: illegale, ma coltivata illegalmente, essendo storicamente usata per scopi medici.

### B
- Bahamas: illegale.
- Bahrein: illegale.
- Bangladesh: illegale, ma spesso non perseguito. La vendita è stata vietata nel 1989. Il possesso di Cannabis è illegale, con pene che vanno dai 6 ai 15 anni di detenzione. Nonostante questo, la cannabis è venduta in molti punti del paese al limite della legalità.
- Barbados: illegale. L'alta richiesta della pianta provoca un'importazione da parte della Giamaica e Saint Vincent e Grenadine tramite motoscafi.
- Bielorussia: illegale, sia l'uso sia la coltivazione.
- Birmania: illegale. Nel 2017 un ragazzo è stato giustiziato per possesso di alcune bustine di cannabis.
- Belgio: illegale, ma depenalizzata fino a 3 grammi di possesso per i maggiorenni. Il governo belga ha iniziato un programma di ricerca volto a stabilirne l'efficacia medica.
- Belize: illegale, ma depenalizzata fino a 10 grammi. Nel paese l'uso di cannabis è altamente tollerato, ma il possesso può portare alla galera.
- Benin: illegale.
- Bhutan: illegale, ma cresce prolificamente nel paese e ha molteplici usi tradizionali, come alimento per gli animali o la produzione tessile. In lingua dzongkha, la fibra tessile ricavata dalla cannabis si chiama kenam.
- Bolivia: illegale, ma depenalizzata fino ai 50 grammi.
- Bosnia ed Erzegovina: illegale. Nel 2016 il Ministro degli Affari ha formato una task force con lo scopo di studiare i benefici medici della cannabis.
- Botswana: illegale. Nel paese viene chiamata anche dagga.
- Brasile: illegale, ma depenalizzato in caso di possesso di quantità inferiore a 20 grammi, considerato uso ricreativo.
- Brunei: illegale. Lo spaccio può portare alla pena di morte.
- Bulgaria: illegale. Viene classificata come droga di tipo A, al pari di eroina, cocaina, anfetamine ed ecstasy.
- Burkina Faso: illegale.
- Burundi: illegale.

### C
- Cambogia: formalmente illegale, il divieto è permissivo e forzato opportunisticamente. A Phnom Penh, la capitale, sono presenti molti ristoranti che offrono ricette contenenti la cannabis.
- Camerun: illegale la coltivazione della cannabis sativa, chi affetto da cancro o AIDS può farne uso come antidolorifico.
- Canada: legale sia per uso terapeutico sia per uso ricreativo, il 20 giugno 2018 il parlamento canadese con 52 voti a favore, 29 contrari e 2 astenuti, attraverso il Cannabis Act legalizza la cannabis a scopo ricreativo consentendo ai cittadini di coltivare fino ad un massimo di 4 piante a domicilio.
- Capo Verde: illegale, ma prodotta e trafficata illecitamente.
- Ciad: illegale.
- Cile: Nel 2005 è stato ufficialmente depenalizzato l'uso privato e personale della cannabis. Dal 2014, è consentita la coltivazione per scopi medicinali e ricreativi. La vendita di farmaci derivati dalla cannabis è legale dal 2015.
- Cina: illegale dal 1985, considerata droga dannosa e narcotica.
- Cipro: illegale con pena massima di 8 anni per possesso (2 anni in caso di primo avvertimento e sotto i 25 anni di età), legale terapeuticamente per i pazienti di cancro
- Città del Vaticano: illegale.
- Colombia: illegale ma depenalizzata per un possesso fino a 22 grammi. Si possono possedere fino a 20 piante per il consumo personale. Legale l'uso per scopi terapeutici.
- Comore: illegale. Fu resa legale da Ali Soilih, terzo presidente delle Comore, dal 1975 al 1978.
- Repubblica Democratica del Congo: illegale.
- Repubblica del Congo: illegale. Nel paese la cannabis è conosciuta con il nome di mbanga.
- Corea del Nord: illegale l'uso e la vendita secondo il diplomatico svedese, residente in Corea del Nord, Torkel Stiernlof sono illegali, sebbene sembri che l'uso della canapa sia tollerato dalla popolazione rurale[senza fonte].
- Costa d'Avorio: illegale.
- Costa Rica: illegale ma depenalizzata, nel paese l'uso di cannabis è tollerato. Le autorità non arrestano chi porta una minima quantità (non ancora specificata) per uso ricreativo personale.
- Croazia: illegale ma depenalizzata, il possesso di qualsiasi quantità porta ad una multa di 700-3200€. Dal 2015 si usa terapeuticamente per soggetti di cancro.
- Cuba: illegale. È illegale la vendita e il consumo per scopi ricreativi. Le pene partono dai 2 fino ai 15 anni di carcere.

### D
- Danimarca: illegale per uso ricreativo, comunque la legge non è applicata spesso dalle autorità. Legale l'uso per scopi terapeutici. La micronazione di Christiania, auto-dichiarata indipendente, era famosa per il suo commercio di cannabis.[3]

### E
- Ecuador: illegale ma depenalizzata in caso di possesso inferiore ai 10 grammi.
- Egitto: illegale, ma talvolta la legge non viene applicata.
- El Salvador: illegale.
- Emirati Arabi Uniti: illegale
- Eritrea: illegale.
- Estonia: illegale, fino ai 7,5 grammi sono considerati come uso personale, e sono puniti con una sanzione monetaria.
- Etiopia: illegale, nonostante sia il paese di nascita del Rastafarianesimo (in quanto alcuni rastafariani la utilizzano per uso meditativo).

### F
- Figi: illegale.
- Filippine: illegale. Il possesso, l'importazione e la vendita di cannabis sono condannati con l'ergastolo e una sanzione pecuniaria.
- Finlandia: illegale. Dal 2001 i casi di uso personale non sono perseguiti, ma viene applicata una sanzione pecuniaria. Dal 2006, l'uso di cannabis in modo terapeutico è legale sotto licenza. Nel 2014, 223 licenze sono state emesse.
- Francia: illegale. Per il consumatore sono previste pene fino a un anno di carcere, ma il Ministero della giustizia (a cui sono subordinati i magistrati del pubblico ministero) raccomanda di non avviare procedimenti penali contro consumatori occasionali. Le forze dell'ordine, in caso di flagranza di reato, possono soltanto intervenire a fini dissuasivi.

### G
- Gabon: illegale.
- Gambia: illegale.
- Georgia: legale da luglio 2018 (in seguito alla decisione della Corte Costituzionale Georgiana) il possesso e la consumazione (sia ricreativa sia terapeutica), ma non lo spaccio.
- Germania: Dal 1º aprile 2024 è legale detenere fino a 25g con sé, 50g in casa, fino a tre piante coltivate a persona e senza limiti di THC. La cannabis è distribuita da associazioni senza scopo di lucro che possono avere al massimo 500 membri.[4]
- coalizione vuole legalizzare l’uso e la coltivazione di cannabis a scopo ricreativo da aprile 2024.[5]
- Giamaica: legale il possesso fino a 56,60 grammi e la coltivazione fino a 5 piante. I rastafariani (dato che in Giamaica ci sono molti membri) possono utilizzare, possedere e coltivare cannabis senza limitazione alcuna all'interno dei luoghi di culto. La legge è stata approvata il 25 febbraio 2015.[6]
- Giappone: illegali tutti i preparati contenenti THC dal 1948, a seguito di una legge introdotta dalle forze di occupazione statunitensi alla fine della seconda guerra mondiale.[7]
- Giordania: illegale.
- Gibuti: illegale.
- Guinea Equatoriale: illegale.
- Grecia: illegale, ma se si è in possesso di piccole quantità la corte può decidere che siano per uso personale. Il possesso di grandi quantità può portare a diversi anni di detenzione. Legale l'uso per scopi terapeutici.[8][9]
- Grenada: illegale.
- Groenlandia: illegale, ma diffusa nel paese[senza fonte].
- Guatemala: illegale.
- Guinea: illegale.
- Guinea-Bissau: illegale.
- Guyana: illegale, il possesso di più di 15 grammi viene considerato come traffico di droga.

### H
- Haiti: illegale.
- Honduras: illegale.
- Hong Kong: illegale.

### I
- India: illegale a livello federale, tollerata o legale negli stati del Bihar, Orissa, Uttarakhand, Bengala occidentale, e quelli del nord-est. Depenalizzata nel Gujarat.
- Indonesia: illegale dal 1927.
- Iran: illegale, ma non perseguita. Nel 1989 il governo iraniano ha stabilito una pena di morte per chi possiede più di 5 chili di hashish.
- Iraq: illegale.
- Irlanda: illegale.
- Islanda: illegale, vietata nel 1969.
- Israele: illegale, l'uso medico è autorizzato solo dal ministero della sanità che valuta ogni singolo caso, ma spesso il consenso non viene emesso.
- Isole Marshall: illegale.
- Isole Salomone: illegale.
- Italia: illegale lo spaccio (anche a titolo gratuito), ma non il possesso per l'uso personale, il quale costituisce solo un illecito amministrativo punibile con sospensione della patente di guida da 1 mese a un anno, sospensione del passaporto e della carta d'identità ai fini di espatrio per la durata da 1 a 3 mesi, ma che non sporca la fedina penale. Per determinare se il possesso sia a fini personali o per cessione a terzi il giudice valuta ogni singolo caso per decretare se esso possa rientrare nel criterio di "uso personale", tenendo in considerazione quantità trovata, eventuale presenza di denaro contante e strumenti atti al dosaggio e confezionamento della sostanza. Con sentenza del 19/12/2019 la Cassazione ha stabilito che non costituisce reato la coltivazione se questa è "di minime dimensioni e svolta in forma domestica, attraverso pratiche rudimentali e su un numero scarso di piante". È invece permessa la vendita di Cannabis light, con soglia massima di principio stupefacente (THC) fissata tra lo 0,2% e lo 0,5%.[10][11] Nel settembre del 2021 la raccolta di firme per indire un referendum sulla depenalizzazione di coltivazione e uso personale della cannabis ha raggiunto la quota necessaria per il voto, senza alcun risultato.[12][13][14][15] Il 16 febbraio 2022, il referendum è stato bocciato dalla Corte Costituzionale.[16][17] Il Ddl sicurezza del 1º agosto 2024 ha equiparato la cannabis light a quella con THC superiore a 0,6%. Se il disegno si traducesse in legge il consumo e la vendita di sostanze derivanti dalla Cannabis (di ogni tipo) sarebbero illegali.[18]

### K
- Kazakistan: illegale.
- Kenya: illegale.
- Kiribati: illegale.
- Kosovo: illegale.
- Kuwait: illegale, il possesso comporta una sanzione da 2 anni di detenzione alla pena di morte.
- Kirghizistan: illegale.

### L
- Laos: illegale, ma non perseguita. L'uso in pubblico è punito con 12 mesi in carcere. Dal 2009, una pena di morte è prevista per alcuni casi. Nonostante la legge proibizionista, nel paese sono diffusi alcuni mercati della cannabis.
- Lesotho:  illegale, ma tollerata. Nel 2000, è stato stimato che più del 70% della cannabis del Sudafrica proveniva dal Lesotho. Nel 2017, è stato il primo stato africano a garantire una licenza per la coltivazione di cannabis per scopi terapeutici.
- Lettonia: illegale, il possesso di modiche quantità può essere sanzionato con 15 anni di detenzione. Il possesso di più di un grammo provvede una multa di 280€.
- Libano: illegale. L'hashish è illegale dal 1926, la coltivazione di cannabis dal 1992.
- Liberia: illegale.
- Libia: illegale.
- Liechtenstein: illegale.
- Lituania: illegale.
- Lussemburgo: Sarà concesso, ai maggiori di 18 anni, coltivare fino a quattro piante di cannabis a casa o in giardino per uso personale.[19] Legali possesso e uso per scopi medici, purché il consumatore sia adulto e non coinvolga minorenni.

### M
- Macao: illegale.
- Macedonia del Nord: illegale, con una sanzione da 3 mesi a 5 anni di detenzione. Nel 2016 è stato legalizzato l'uso terapeutico della pianta.
- Madagascar: illegale, ma prodotta e consumata localmente
- Malawi: illegale, ma largamente coltivata.
- Malaysia: illegale. È previsto un mandato di pena di morte per i trafficanti di droga. Sono considerate trafficanti le persone in possesso di 15 grammi di eroina o 200 grammi di marijuana.
- Maldive: illegale.
- Mali: illegale.
- Malta: Legale la coltivazione fino a quattro piante in casa e il consumo di cannabis nelle case o in locali privati per scopi ricreativi e terapeutici. Chi ha più di 18 anni può possedere fino a 7 grammi di cannabis.[20][21]
- Mauritania: illegale.
- Mauritius: illegale.
- Marocco: illegale. Tuttavia, è il maggior produttore ed esportatore di hashish in tutto il mondo.
- Messico: Legale il possesso fino a 28 grammi e autorizzata l’autoproduzione per il consumo personale o a beneficio delle associazioni dei fumatori.[22]
- Micronesia: illegale.
- Moldavia: illegale, ma depenalizzata.
- Monaco: illegale.
- Mongolia: illegale.
- Montenegro: illegale.
- Mozambico: illegale.

### N
- Namibia: illegale.

- Nepal: illegale. La cannabis diventò illegale nel paese durante il Maha Shivaratri.
- Nicaragua: illegale.
- Niger: illegale.
- Nigeria: illegale.
- Norvegia: illegale l'uso ricreativo. Legale è invece l'uso terapeutico.
- Nuova Zelanda: illegale (il ministero della sanità ha affermato che un uso medico non è da escludersi, ma sono necessari ulteriori studi ed un metodo per una corretta regolazione). Il comitato per la sanità del parlamento neozelandese raccomanda un alleggerimento delle leggi sulla cannabis e la messa a disposizione di medicine a base di cannabis[23].

### O
- Oman: illegale.

### P
- Paesi Bassi: tollerata, secondo normativa precisa; vedi la voce "Politica dei Paesi Bassi in materia di stupefacenti".
- Pakistan: illegale, ma solitamente non perseguito.
- Palau: illegale.
- Panama: illegale.
- Papua Nuova Guinea: illegale.
- Paraguay: illegale, ma depenalizzato fino ai 10 grammi.
- Peru: illegale. Legale l'uso per scopi terapeutici.
- Polonia: illegale l'importazione, la produzione, la vendita e il possesso. La detenzione è punibile fino a tre anni di reclusione, mentre la vendita è punibile con una pena fino a 10 anni di carcere. La vendita a un minore è un reato punibile da 3 a 15 anni di reclusione.
- Portogallo: depenalizzato il possesso dal 2001, la compravendita è un reato.[24]

### Q
- Qatar: illegale.

### R
- Regno Unito: illegale (nel 1998 la Camera dei Lord ha raccomandato che la cannabis venisse resa disponibile per uso medico tramite prescrizione. Dopo alcuni test clinici il governo non ha accettato la raccomandazione). Recentemente è stato depenalizzato l'uso personale domestico.
- Repubblica Ceca: è legale possedere fino a 15 grammi di marijuana, è anche legale coltivare questa specie vegetale per uso personale. È vietata la vendita. Legale l'uso per scopi terapeutici.
- Repubblica Centrafricana: illegale.
- Repubblica Dominicana: illegale.
- Romania: illegale.
- Russia: illegale, ma il possesso fino a 6 grammi è depenalizzato.
- Ruanda: illegale.

### S
- San Marino: illegale tranne l'uso terapeutico.
- Saint Kitts e Nevis: illegale.
- Saint Lucia: illegale.
- Saint Vincent e Grenadine: illegale.
- Samoa: illegale.
- São Tomé e Príncipe: illegale.
- Senegal: illegale.
- Serbia: illegale. Il possesso è punibile con una multa o con il carcere per tre anni. La coltivazione è punibile con il carcere dai 6 mesi ai 5 anni.
- Seychelles: illegale.
- Sierra Leone: illegale, bandita dal 1920.
- Singapore: illegale, bandita dal 1870. Se si è in possesso di 500 grammi di cannabis, si viene considerati spacciatori, con una possibile pena di morte.
- Siria: illegale.
- Slovacchia: illegale. Il possesso di modiche quantità è punibile con la detenzione di 8 anni.
- Slovenia: illegale, ma depenalizzata. L'uso farmaceutico è legale per una quantità di THC minore dello 0,2%.
- Somalia: illegale.
- Spagna: legale la coltivazione a scopo personale, che può avvenire anche in modo collettivo (nei Cannabis Social Club) e il consumo in luoghi privati[25].
- Sri Lanka: illegale, ma depenalizzato l'uso ricreativo. L'uso terapeutico è legale dal 1980, come la coltivazione.
- Stati Uniti: illegale l'uso a livello federale per qualsiasi ragione, tuttavia 29 stati ed il Distretto della Columbia hanno approvato normative che contemplano l'esenzione dal divieto per uso medico.[26] Nel mese di novembre 2012 gli elettori degli stati del Colorado e Washington hanno scelto di legalizzare l'uso personale fino ad un'oncia (28,35 g) e di implementare licenze per la coltivazione e la distribuzione a scopo ricreativo.[27] Nel novembre 2014 anche Alaska, Oregon e il Distretto di Columbia hanno legalizzato la vendita di cannabis a scopo ricreativo[28]; a questi si sono aggiunti, in seguito al Referendum di novembre 2016, anche California, Massachusetts, Maine e Nevada.[29] Dal gennaio del 2018 il Vermont è divenuto il nono Stato U.S.A a legalizzare la cannabis a scopo ricreativo, e il primo a farlo per via parlamentare. L'Illinois si è dichiarato a favore della legalizzazione, che è stata messa in pratica ufficialmente a gennaio 2020.[30] Il New Jersey, il Montana, il South Dakota e l'Arizona sono stati tra i quattro nuovi stati che hanno contemporaneamente sostenuto le misure di legalizzazione della marijuana durante le elezioni del 2020[31]. Il New York[32] ha legalizzato la marijuana ricreativa a marzo 2021. La Virginia e il Nuovo Messico a aprile 2021[33].
- Sudafrica: Illegale la compravendita. Legale a scopo terapeutico. Legale il consumo e la coltivazione personale a scopo ricreativo.[34]
- Sudan: illegale.
- Sudan del Sud: illegale.
- Suriname: illegale.
- Svezia: illegale.
- Svizzera: illegali possesso e coltivazione della cannabis sotto forma di stupefacente (THC >1%). Esperimenti di legalizzazione sono stati condotti e vengono condotti in alcuni cantoni. La Svizzera ha votato un'iniziativa popolare per depenalizzare l'uso della canapa il 30 novembre 2008,[35] ma è stata respinta dagli elettori svizzeri con il 63,2% di voti contrari[36]. Dal 1º gennaio 2012, nei cantoni Vaud, Ginevra, Neuchâtel e Friburgo, è consentito coltivare nella propria abitazione fino ad un numero massimo di 5 piante per persona, ma con un tenore di THC inferiore al 1%, ovvero cannabis light.[37] Nel 2021, la commissione di salute pubblica del Consiglio degli Stati ha approvato un progetto per la creazione di un mercato regolamentato anche per il consumo a scopo ricreativo.[38]

### T
- Taiwan: illegale, il possesso porta a circa tre anni di carcere.
- Tagikistan: illegale.
- Tanzania: illegale.
- Timor Est: illegale.
- Thailandia: depenalizzata, spesso già non perseguita. Per la presenza di altre leggi proibizioniste correlate, la legalità dell'uso ludico rimane ancora un'incognita come affermano le autorità locali.[39] Sono previste multe fino a 449 dollari statunitensi per chi coltiva cannabis senza autorizzazione e fino a 6.742 dollari statunitensi o tre anni di carcere per chi vende cannabis senza licenza governativa.[40]
- Trinidad e Tobago: illegale.
- Togo: illegale.
- Tonga: illegale.
- Tunisia: illegale dal 1953. L'uso o il possesso portano da 1 a 5 anni di carcere, in aggiunta a una sanzione di circa 1000-3000 dinari tunisini.
- Turchia: illegale l'uso. La coltivazione per scopi medici è legale in 19 province del paese. Il possesso, l'acquisto o la ricezione di una qualsiasi quantità è punibile dai 5 ai 10 anni di carcere. Il traffico è punibile con una pena minima di 10 anni di carcere.
- Turkmenistan: illegale.
- Tuvalu: illegale.

### U
- Uganda: illegale.
- Ucraina: illegale, ma depenalizzato il possesso fino ai 5 grammi. La coltivazione è depenalizzata fino alle dieci piante.
- Ungheria: illegale. Non c'è distinzione tra droghe leggere e droghe pesanti; consumare cannabis porta ad una pena pari al consumo di eroina.
- Uruguay: legale. L'Uruguay è stato il primo Stato al mondo a legalizzare nel dicembre 2013 la coltivazione e la vendita di marijuana, rendendola monopolio di Stato.[41]

### V
- Venezuela: illegale. Il possesso di circa 20 grammi viene punito con una pena detentiva di 1-2 anni.
- Vietnam: illegale, ma spesso depenalizzata.

### Y
- Yemen: illegale.

### Z
- Zambia: illegale. La coltivazione è legale se si è in possesso di una licenza emessa dal Ministro della Salute.
- Zimbabwe: illegale. L'uso terapeutico è legale.

## Opinione pubblica (Italia)
Sondaggi Eurispes dal 2015 al 2022:
| Legalizzazione delle droghe leggere | 2015  | 2016  | 2019  | 2020  | 2021  | 2022 |
| ----------------------------------- | ----- | ----- | ----- | ----- | ----- | ---- |
| Legalizzazione delle droghe leggere | 33,0% | 47,1% | 43,9% | 47,8% | 44,7% | 58%  |

Sondaggi SWG:
| Legalizzazione delle droghe leggere | 2021  |
| ----------------------------------- | ----- |
| Legalizzazione delle droghe leggere | 58,0% |